# Orgue néo-classique
Pour les articles homonymes, voir Néo-classique.
L'orgue néo-classique est un mouvement esthétique en facture d'orgue, apparu au début du XXe siècle visant à l'affranchir de certaines règles romantiques héritées du XIXe siècle en retournant à des pratiques classiques, tout en modernisant la console afin de rendre les instruments, neufs ou restaurés, aptes à rendre les répertoires de toutes les époques.

## Naissance du néoclassicisme
Sous l'influence du "Mouvement de réforme de l'orgue" en Allemagne ("Orgel Bewegung"),  dans les années 1920 et 30, les travaux de Félix Raugel, d'Yvonne Rokseth, des musicologues André Pirro et Norbert Dufourcq dans les années 1930 permettent de redécouvrir les orgues anciens d'esthétique baroque de l'Ancien régime. Ces travaux, via l'Association des Amis de l'orgue, l'association entre le l'organologue Norbert Dufourcq, l'organiste André Marchal le facteur d'orgue Victor Gonzalez, auront une forte influence sur la commission des affaires culturelles chargée des instruments ruinés.
Les restaurations et les créations d'instruments se feront alors suivant une esthétique tentant la synthèse des différents courant musicaux antérieurs, associée à l'application des progrès techniques récents (combinaisons de registres, tirage électrique des notes et des jeux, combinaisons électriques puis électroniques,...). Ceci permet de mettre l'organiste au centre des préoccupations musicologiques et organistiques en lui permettant de disposer d'un outil docile démultipliant ses possibilités. Un exemple est la transformation par Gonzalez de l'orgue Cavaillé-Coll du Palais du Trocadéro pour le Palais de Chaillot.
Ce mouvement permet un renouveau de la facture d'orgue incarnée par des entreprises comme celles de Victor puis Danion Gonzalez, Beuchet-Debierre, Roethinger, Haerpfer-Erman, Boisseau, certains de ces facteurs se situant à l'interface du néoclassique et du néo-baroque (Haepfer, Boisseau)

## Académisme des reconstructions d'après guerre
Le nouveau mouvement s'impose rapidement comme une sorte d'académisme imposé par la commission des affaires culturelles chargée des nombreuses restaurations d'orgues après la dernière guerre. 
Ainsi de nombreux instruments anciens et historiques sont repris et transformés dans l'optique néoclassique supposée permettre de compléter leur répertoire. Les instruments totalement neufs de cette période présentent également souvent la particularité de ne pas comporter de buffet.
Au cours des années 1960, cet académisme "néoclassique" entre en concurrence avec le mouvement néo-baroque nouvellement issu de l'organologie allemande et promu en France par organistes de culture baroque et par des facteurs d'orgue alsaciens comme Alfred Kern, Kurt Schwenkedel, Ernest Muhleisen ou encore Yves Koenig. Avant que celui-ci ne devienne à son tour un nouvel académisme, l'émergence de ce mouvement néo-baroque est notamment marqué par la restauration de l'orgue de Saint-Séverin à Paris où le facteur Alfred Kern, sous la direction de l'organiste Michel Chapuis, revient à une technique classique tant au niveau de la conception mécanique que de la composition et de l'harmonisation sonores inspirées de la facture baroque d'Allemagne du Nord sur cet instrument qui avait précédemment été modifié par le facteur Abbey à la fin du XIXe siècle. Malgré cette compétition, le mouvement néoclassique perdure et continue de s'imposer en rivalité avec son concurrent néo-baroque: on édifiera jusqu'au milieu des années 1980 des instruments construits ou modifiés suivant l'esthétique néoclassique.

## Caractéristiques
Le mouvement néoclassique avait pour objectif de faire une synthèse des différentes écoles, des différents styles permettant d'élargir le répertoire d'orgue sur un même instrument. Il s'est inscrit dans un mouvement de transformation du rôle de l'organiste qui passait d'une fonction d'accompagnateur de l'office à un musicien concertant et interprète virtuose ayant besoin de toutes les commodités techniques permises par un instrument facile à jouer, capable d'interpréter tous les répertoires, de  servir indifféremment les auteurs contemporains, baroques ou romantiques. Il se caractérisait notamment par :
- Utilisation de l'électricité pour le tirage des jeux et souvent des notes.

- Console indépendante, détachée du buffet, parfois installée dans la nef ou les bas-côtés de l'église (cathédrale de Lille, église Saint-Etienne du Mont à Paris,...).

- Emprunts de jeux d'une section à l'autre.
- Agrandissement des claviers vers l'aigu de 56 à 61 notes, du pédalier de 30 à 32 notes.
- Pressions basses; égalisation des pressions pour chaque plan sonore (sur un même sommier) contrairement aux innovations d'Aristide Cavaillé-Coll au XIXe siècle.
- Bouches basses, quasi absence de dents sur les biseaux, entailles d'accord à l'extrémité des tuyaux.
- Retour des jeux de mutations et de mixtures presque disparus dans les instruments romantiques et  symphoniques.
- Mixtures de taille étroite et, surtout, très aiguës (plafond au 1/16, p.ex. à  Soissons) et sans résultante 16'.
- Grande variété de matériaux, notamment pour la tuyauterie ; ainsi, le cuivre (exceptionnel à toutes les époques antérieures) est-il devenu relativement courant pour les tuyaux de Principal et surtout pour les résonateurs des tuyaux à anches de grande taille aux claviers de Pédale.
- Recoupe de la tuyauterie (et notamment des flûtes harmoniques,...), réharmonisation, entailles d'accord, accord au tempérament égal.
- Retour à une composition de positif classique (cymbale, cromorne, cornet décomposé,...) à laquelle on adjoint un clavier expressif de récit où des jeux plus ou moins romantiques restent cantonnés.
- Ajout des jeux d'anches "en chamade" (à l'espagnole) dans les grands instruments.
- Suppression partielle ou totale du buffet dans les orgues neufs ; la tuyauterie sert de décoration.

## Instruments représentatifs

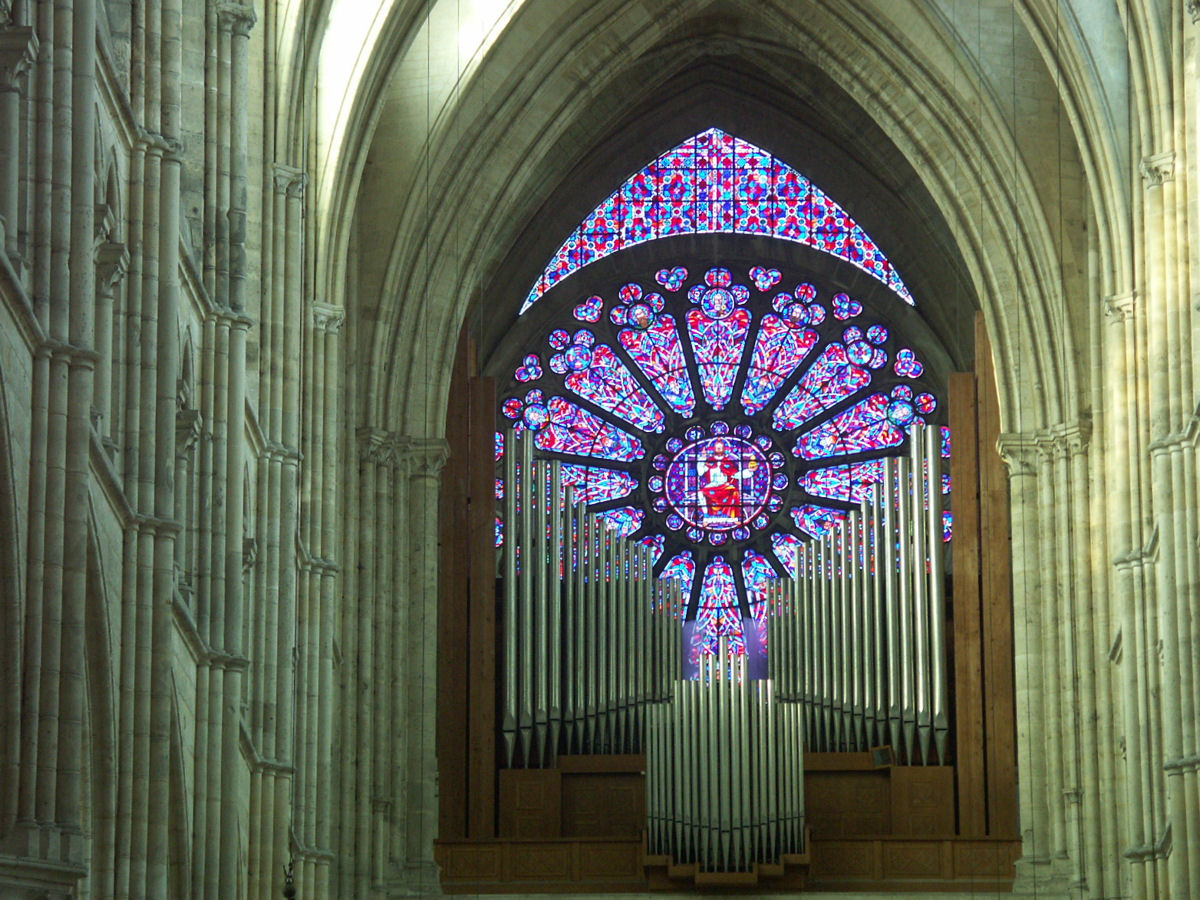
Grandes Orgues de la cathédrale de Soissons

### en France
- Cathédrale de Nevers,
- Cathédrale de Reims,
- Cathédrale d'Arras,
- Notre-Dame de Saint-Lô,
- Cathédrale de Chartres,
- Château-Salins,
- Église Saint-Michel de Pont-L'Évêque,
- Cathédrale de Soissons,
- Église Saint-Léon de Nancy (destruction de l'orgue Cavaillé-Coll de 1889, reconstruction par Gonzalez en 1975).
- Cathédrale Saint-Pierre de Beauvais    (destruction en 1979 de l'orgue de Cosyn, 1827, et sans doute le dernier "grand chantier" de ce style de facture)

### au Québec
- Église Saint-Jean-Baptiste de Montréal Orgue Casavant symphonique (1915) «néoclassicisé» en 1996.
- Cathédrale de Rimouski Orgue Casavant symphonique (1921) «néoclassicisé» en 1979.
- Église des Saints-Martyrs-Canadiens de Québec, le premier grand orgue néoclassique de Casavant Frères (1959).
- Basilique Notre-Dame du Cap, Trois-Rivières, grand orgue néoclassique de Casavant Frères (1964).

## Polémiques
L'orgue néoclassique a créé de nombreuses polémiques, à la fois dans son principe même mais aussi sur les nombreux abus commis commis lors de restaurations. La conservation des orgues historiques, qu'ils soient baroques, romantiques ou symphoniques n'est pas une priorité pour le mouvement néoclassique qui s'inscrit dans une logique de création, de rénovation, de reconstruction et de transformation et non de restauration à l'identique: le principe d'une restauration d'orgue dans un souci archéologique n'est pas son sujet. Il ne peut envisager une intervention d'ampleur sur un orgue sans modification de sa mécanique ou de sa tuyauterie et souvent des deux à la fois. Il en résulte la transformation de nombreux instruments anciens, homogènes et bien conservés pour en faire des orgues "hybrides". Cela a permis d'étendre le répertoire de ces instruments et surtout de satisfaire les exigences des organistes soucieux de disposer d'instruments électrifiés et des derniers apports de la technologie comme l'informatique aujourd'hui. Mais il a détruit irrémédiablement le matériel sonore et technique antérieur, souvent ancien et historique, faisant perdre à l'instrument restauré tout ou partie de ses caractéristiques d'époque et dénaturant ses timbres de façon souvent définitive: cela fut constaté sur des instruments d'esthétique baroque comme à la Cathédrale Sainte-Marie d'Auch mais surtout romantiques et symphoniques comme à Paris (Notre-Dame, Saint-Vincent-de-Paul, La Sainte-Trinité, Notre-Dame de Lorette, La Madeleine, Sainte Clotilde en autres) ou en province (Saint-Léon de Nancy par exemple).
Alors que le nouvel orgue du Palais de Chaillot reconstruit en 1936 puis en 1977 est loué chez Noisette de Crauzat, il est vilipendé par Jean Guillou dans son livre "L'Orgue, souvenir et avenir" dans lequel il condamne de façon radicale la démarche et l'esthétique néoclassiques et dans lequel il dénonce les "massacres" d'instruments et de matériels anciens souvent historiques, opérés au nom de cette idéologie, notamment de nombreux instruments de Cavaillé-Collmais aussi des instruments baroques qui étaient restés authentiques tout au long du XIXe siècle et en partie au XXe siècle. Il faut prendre en compte également la mauvaise qualité des matériaux lors de la construction ou la reconstruction de certains orgues insuffisamment financés avec les sommes allouées au titre des dommages de guerre : usage du contreplaqué au lieu du bois brut, utilisation massive du "spotted" pour les tuyaux, du carton renforcé pour les porte-vents, abandon total ou partiel selon les cas de matériaux "nobles" comme le bois de chêne, le cuir, l'étain fin, etc.. Le fait aussi de supprimer les buffets a enlevé un élément protecteur important de la tuyauterie contre la poussière et les gravas et un résonateur permettant de diriger le son vers la nef. 
À son tour, ce style de facture est tombé en désuétude. menacé de disparition. Sa philosophie et ses caractéristiques ne sont plus en vogue, alors que la musique qu'il a inspirée (Jean Langlais, Gaston Litaize, Maurice Duruflé...) reste dans les répertoires. La restauration d'orgues emblématiques comme ceux de la cathédrale de Reims, celle de Soissons, ou de la collégiale de Saint-Quentin seront, à cet égard, des "tests".
- Casavant Frères au Canada.
- G. Donald Harrison (1889 - 1956) aux États-Unis.